# Arrallaba spheniscus
Arrallaba spheniscus is een hooiwagen uit de familie Neopilionidae. De wetenschappelijke naam van Arrallaba spheniscus gaat terug op G. S. Hunt & J. C. Cokendolpher.